# 高宇臨
高宇臨（韓語：고우림，2007年9月15日—），韓國男演員，童星出身。
2013年在電影《朋友2：繼承者時代》中作為金宇彬的兒童角色首次亮相。並透過出演多部電視劇開始廣為人知，先後在MBC《Triangle》和KBS《SPY》中飾演金在中的兒童角色，被稱為《小在中》。此外也在《高校處世王》、《Healer》、《Who Are You－學校2015》、《六龍飛天》、《Master-麵條之神》，《住在我家的男人》等電視劇中飾演兒童角色逐漸站穩腳步。

## 演藝經歷
2017年3月，Namoo Actors宣布與高宇臨簽署專屬合約，正式加入公司。
2019年，在電視劇《僅此一次的愛情》中飾演金丹的童年一角，雖然出場時間很短，但展現出強大存在感。
2020年，出演了電視劇《花樣年華－生如夏花》飾演李英民一角，以扣人心絃的演技與李寶英母子間難捨難分的默契，令人留下深刻印象。
2021年，出演電視劇《戀慕》飾演鄭至韻的童年一角，在劇中用眼神描繪了陷入初戀的少年青澀和細膩的感情，引發了觀衆對今後展開的宮廷羅曼史的期待。

## 出演作品

### 電視劇
| 年份   | 電視台 | 劇名                            | 角色                  | 備註   |
| 2014年 | MBC    | 《Triangle》                    | 張東澈（童年）        |        |
| 2014年 | tvN    | 《高校處世王》                  | 劉振宇（童年）        |        |
| 2014年 | MBC    | 《Drama Festival－House, Mate》 | 尚禹（童年）          | 獨幕劇 |
| 2014年 | MBC    | 《魔法麵包店》                  | 南宇碩（童年）        |        |
| 2014年 | KBS2   | 《Healer》                      | 徐正厚（童年）        |        |
| 2015年 | KBS2   | 《SPY》                         | 金善宇（童年）        |        |
| 2015年 | KBS2   | 《Who Are You－學校2015》       | 韓以安（童年）        |        |
| 2015年 | KBS2   | 《KBS Drama Special－紅月亮》   | 正祖                  |        |
| 2015年 | MBC    | 《我的女兒，琴四月》            | 朱世勳（童年）        |        |
| 2015年 | SBS    | 《六龍飛天》                    | 鄭道傳（童年）        |        |
| 2016年 | KBS2   | 《Master-麵條之神》             | 無名（童年）          |        |
| 2016年 | SBS    | 《Doctors醫生們》               | 南陽                  |        |
| 2016年 | KBS2   | 《住在我家的男人》              | 高南吉（幼年）        |        |
| 2017年 | MBC    | 《守望者》                      | 張度漢/李冠宇（幼年） | [ 7 ]  |
| 2017年 | SBS    | 《當你沉睡時》                  | 丁承元（童年）/燦浩   |        |
| 2017年 | tvN    | 《今生是第一次》                |                       |        |
| 2017年 | MBC    | 《不是機器人啊》                | 黃有哲（童年）        |        |
| 2018年 | tvN    | 《陽光先生》                    | 渡美（童年）          | [ 8 ]  |
| 2019年 | KBS2   | 《僅此一次的愛情》              | 金丹（童年）          |        |
| 2020年 | tvN    | 《花樣年華－生如夏花》          | 李英民                | [ 9 ]  |
| 2021年 | KBS2   | 《戀慕》                        | 鄭至韻（童年）        | [ 10 ] |

### 電影
| 年份   | 片名                      | 角色           | 備註   |
| 2013年 | 《朋友2：繼承者時代》     | 崔成勳（童年） |        |
| 2013年 | 《計劃男》                | 姜延（童年）   |        |
| 2014年 | 《哭泣的男人》            | 坤（童年）     |        |
| 2016年 | 《偉大的演員》            | 張元錫         | [ 11 ] |
| 2016年 | 《幻影偵探》              | 洪吉童（童年） |        |
| 2017年 | 《時間外的家》            | 志元           | [ 12 ] |
| 2017年 | 《魔幻制裁》              | 馬戲團少年     |        |
| 2021年 | 《如果雨之後 (韓國電影)》 | 英浩（童年）   |        |

## 獲獎及提名列表
| 年份 | 頒獎典禮    | 獎項             | 作品                | 結果 | 參考   |
| 2016 | KBS演技大賞 | 男子青少年演技獎 | 《Master-麵條之神》 | 提名 |        |
| 2019 | KBS演技大賞 | 男子青少年演技獎 | 《僅此一次的愛情》  | 提名 | [ 13 ] |
| 2021 | KBS演技大賞 | 男子青少年演技獎 | 《戀慕》            | 提名 |        |

## 外部連結
- 官網個人頁面（页面存档备份，存于）
- 高宇臨的Instagram帳戶